# MODE
MODE（もーど）は、日本の演劇集団。

## 概要
1989年1月、文学座のアトリエを中心とした若手グループちかまつ芝居を母体とし、松本修を中心に結成。俳優・スタッフは公演ごとに募る。役者の創意と工夫を取り入れたユニークな芝居づくりで評判を集める。初期はチェーホフ、ソーントン・ワイルダー、テネシー・ウィリアムズ、ベケットなどのテキストを現代感覚で再構成した作品群を立て続けに発表。1990年より、全国各地で演劇ワークショップを開催、公共ホールとの共同企画にも参加。1992年以降は、柳美里、平田オリザ、坂手洋二、松田正隆などの同時代作家との共同作業も行う。また、2003年から開始した「現代戯曲再発見シリーズ」では、別役実、唐十郎、竹内銃一郎、山崎哲、北村想の作品を新演出で上演。松本修が1997～2001年世田谷パブリックシアターでアソシエイトディレクターを務めた五年間を経て、その独自のワークショップを用いた創作方法はより深化し、現在はカフカ小説の舞台化、近松門左衛門作品の新演出など上演作品の傾向も多岐にわたっている。
創立以来「MODEはオトナに観てもらいたい。MODEはコドモには観てもらいたくない」というキャッチ・コピーを使用している。
2016年3月の『あなたに会ったことがある・4』の公演をもって、活動休止。

## 主な公演
- 『逃げ去る恋』（原作：チェーホフ『三人姉妹』、1989年）
- 『言いだしかねて』（原作：チェーホフ『桜の園』、1989年）
- 『あなたはしっかり私のもの』（原作：チェーホフ『かもめ』、1990年）
- 『待ちましょう』（原作：ベケット「ゴドーを待ちながら」、1990年）
- 『ぼくの伯父さん』（原作：チェーホフ『ワーニャ伯父さん』、1990年）
- 『わたしが子どもだったころ』（原作：ソーントン・ワイルダー『わが町』、1992年）
- 『きみのともだち』（原作：テネシー・ウィリアムズ『ガラスの動物園』、1992年）
- 『魚の祭』（原作：柳美里、1992年）
- 『ぼくのイソップものがたり』（原作：イソップ、1994年)
- 『旅路の果て』（原作：チェーホフ、1995年)
- 『窓からあなたが見える』（作：平田オリザ、1995年)
- 『プラトーノフ』（原作チェーホフ、1998年）
- 『孤独な惑星』（原作：スティーブン・ディーツ、1998年)
- 『夢の女』（原作：松田正隆、1999年)
- 『アメリカ』（原作：カフカ、2000年)
- 『場所と思い出』（原作：別役実、2003年）
- 『城』（原作：カフカ、2005年)
- 『冬のエチュード／Shakespeare2005』（原作：シェイクスピア、2005年）
- 『唐版　風の又三郎』（原作：唐十郎、2006年）
- 『唐版　俳優修業』（原作：唐十郎、2006年）
- 『秘密の花園』（原作：唐十郎、2006年）
- 『変身』（原作：カフカ、2007年)
- 『かもめ』（原作：チェーホフ、2010年)
- 『マッチ売りの少女』（原作：別役実、2011年)

## 受賞歴
- 1994年
第2回読売演劇大賞優秀演出家賞　『わたしが子どもだったころ』
東京都優秀児童劇選定受賞　『ぼくのイソップものがたり』
- 1995年
第50回文化庁芸術祭優秀賞、第3回読売演劇大賞優秀作品賞　『わたしが子どもだったころ　北海道版』、同優秀演出家賞『旅路の果て』『わたしが子どもだったころ　北海道版』
- 1998年
湯浅芳子賞　『プラトーノフ』
- 2003年
毎日芸術賞千田是也賞　『アメリカ』
第11回読売演劇大賞優秀作品賞　『アメリカ』、同優秀演出家賞『アメリカ』『現代日本戯曲再発見シリーズ』
- 2005年
第13回読売演劇大賞優秀演出家賞『唐版　風の又三郎　MODE＋近畿大学』
- 2007年
第42回紀伊国屋演劇賞個人賞　『変身』

## 主な出演俳優
- 梅沢昌代（文学座出身）
- 篠倉伸子（文学座出身）
- 伊藤景衣子（文学座出身）
- 黒木美奈子（文学座出身）
- 高乃麗（文学座出身）
- 得丸伸二（文学座出身）
- 有薗芳記（第三エロチカ出身）
- 黒沢幸代（第三エロチカ出身）
- 久保酎吉（DA・M出身）
- 三田村周三（劇団中村座出身）
- 桜井昭子（劇団中村座出身）
- 小嶋尚樹（上海劇場出身）